# 共和国防衛隊 (シリア)
共和国防衛隊（アラビア語: الحرس الجمهوري al-Ḥaras al-Jamhūriyy、英語: Republican Guard）は、シリアの軍事・治安組織。共和国護衛隊または大統領警護隊とも呼ばれる。イラク共和国防衛隊と異なり国名は冠しない。

## 概要
1976年に大統領警護と体制維持および首都ダマスカス防衛のために編成された。隣国イラクにおいてもバアス党政権下に大統領警護を目的としてイラク共和国防衛隊が編成されたが当該部隊は軍から分離した指揮命令系統であった。一方でシリアの共和国防衛隊は軍の指揮命令系統に含まれ、当該部隊の指揮権はシリア軍参謀本部の所轄である（大統領直轄との説もある）。装備の供与や訓練そして規模の面で一般部隊に勝り、シリア軍地上戦力の最精鋭部隊にして、現大統領バッシャール・アル＝アサドおよび与党バアス党政権の最大の権力基盤。当該部隊に所属する将兵は職業軍人であり、主にバアス党の党籍保有者が構成しているとされる（シリア・バアス党の中核支持層は、アラウィー派・キリスト教徒・ドゥルーズ派・イスマーイール派の他、スンニ派世俗層の一部である）。
シリア軍の地上戦力は大量の戦車を有するが（内戦以前には4000両以上を保有していた）、その膨大な戦車保有台数に比して、陸軍の大部を占める一般部隊の即応性・機動性は基本的に低劣であり、固定射撃など火力に依存する。しかし、共和国防衛隊をはじめとする精鋭部隊（他に第4機甲師団、特殊戦力師団など）は例外的に高い即応性と機動性を有するほか、優秀な歩戦協同能力を持つ。
チュニジアに端を発した市民による抗議行動が、2011年にシリア国内でも発生した際、共和国防衛隊は第101・第102歩兵連隊、第104・第105・第106機械化旅団および第100砲兵連隊によって構成されており、大部分はダマスカス周辺に駐屯していた。
そして、2012年にかけて反体制武装勢力との戦闘が激化するなか、共和国防衛隊や第4師団および特殊戦力師団などの精鋭部隊は、政府の忠誠を維持し軍の中核として反体制武装勢力の攻勢を拒止する役割を担った（但し、当該部隊内においても反体制派への対応を巡り、方針対立による混乱が生じた。しかし、その後、収拾し現在に至る、後述）。
その一方で徴兵を基盤とする一般部隊では、兵の離脱と命令への不服従が広範にわたって発生し、シリア政府は、一般部隊の動揺に対応するため、共和国防衛隊および第4師団や特殊戦力師団などを小部隊（旅団および連隊の基幹である大隊）へと分割したうえで、それらを一般部隊と併せて配置する方策をとった。このことは一般部隊における兵の離脱や不服従発生の防止に一定の効果を持ったが、共和国防衛隊をはじめとする精鋭部隊隷下の旅団および連隊は、シリア国内各地に分散配置されることになった。
このため政府軍が攻勢を発動するおりには、旅団や連隊規模で一体となって運用される場合もあるが、所属の各大隊が長期にわたって別々の前線に派遣されることは通例化しており、配属されている旅団および連隊とは、独立して活動する大隊も多いとされる。他方、細分化された所属部隊の統合運用を促進するための努力もなされている。
また、共和国防衛隊の規模は内戦を通じて拡充され、隷下部隊の増設および編入が行われている。通常、シリア陸軍における師団定員はその種類によって、5000人弱から15000人強程度の規模に分かれる（例えば同じく精鋭部隊に数えられる第4機甲師団の内戦以前の定員は14000人、1個特殊戦力師団は4500人であった）。共和国防衛隊は、内戦以前から規模の面において他師団より勝っていたとはいえ、第4師団と比較した場合数個大隊分上回る程度に過ぎなかったが、内戦勃発後の部隊増設および編入により、その規模は第4師団を含む他の師団を圧倒的に上回るものとなっている（現在の全隷下部隊が定員を充足した場合、共和国防衛隊は内戦以前と比較して倍以上の規模となる）。

## 編成
元来、共和国防衛隊の編成単位は師団であるが、隷下部隊の増設および編入により、現在の規模は内戦以前のシリア陸軍における１個軍団に匹敵する。また隷下部隊の一部を統合運用する目的で1個師団が配置されている。この他、第25師団についても共和国防衛隊の隷下に編入されたとされる説がある。各旅団・連隊の定員は、機械化旅団が3500人、歩兵旅団および機甲旅団が2500人、歩兵連隊ならびに砲兵連隊と特殊戦力連隊は1500人からなる。旅団および連隊は大隊を基幹に編成され、大隊の定員は500人である。共和国防衛隊はシリア陸軍の他の師団と同様、旅団および連隊を基幹とする編成である。通例、旅団は少将によって、連隊は准将によって、大隊は大佐によって指揮を受ける。
- 共和国防衛隊（師団）
  - 第101連隊（警護部隊）[4]
  - 第102連隊（同上）[4]
  - 第103旅団（コマンド部隊、内戦勃発後に新編[5]）
  - 第104旅団（部隊名として空挺を称するものの、実態は機械化旅団）[4]
  - 第105旅団（機械化旅団）[4]
  - 第106旅団（同上）[4]
  - 第100連隊（師団砲兵）[4]
  - 第107連隊（砲兵連隊、内戦勃発後に新編）[6]
  - 第108連隊（内戦勃発後に新編）[6]
  - 第109連隊（内戦勃発後に新編）[6]
  - 第123旅団（予備部隊、内戦勃発後に新編）[6]
  - 第124旅団（予備部隊、内戦勃発後に新編[7]）
  - 第151連隊（内戦勃発後に新編）[6]
  - 第152連隊（内戦勃発後に新編）[6]
  - 第 47連隊（特殊戦力連隊、後述の第30師団創設時に共和国防衛隊へ編入）[4]
  - 第147連隊（同上）[4]
  - 第 18旅団（機械化旅団、2018年までに第10師団から第30師団に所属変更し、共和国防衛隊へ編入）[8]
  - 第 93旅団（機甲旅団、元来は第17師団所属だが現在は共和国防衛隊隷下）[6]
  - 第135旅団（第30師団所属）[6]
  - アレッポ特殊任務群[4]
  - 女性兵士部隊（連隊もしくは旅団、詳細不明、内戦開始後に新編）[4]
- 第 30師団[4]
- 第 25師団（旧特殊戦力師団）

第30師団は、アレッポ方面に所在する全ての共和国防衛隊所属部隊を名目上単一の指揮下に統合することを企図して2017年1月に新編され共和国防衛隊司令官の麾下に置かれている。その構成は詳らかでないが、現在は3個連隊（第47・第102・第147連隊）および3個旅団（第18・第106・第123旅団）とアレッポ特殊任務群が当該部隊の隷下にあるとされ、一説には第93旅団および第135旅団についても当該部隊の隷下にあるとされる。
第25師団は、2019年8月に独自の精鋭部隊だった特殊戦力師団（虎部隊）が共和国防衛隊の管轄下になる事に伴い名称変更された。

## その他
シリア内戦勃発後、ホムス県 ラスタン市における反体制運動を収拾するため、同地出身かつスンニ派に属する、マナーフ・タラース第105旅団長が派遣されたが、不首尾に終わった。当該人物は現大統領バッシャール・アル＝アサドの学友であったが、先の任務に際して政府批判を行ったため、旅団長職を解かれ、2012年7月にフランスへ亡命した。シリア内戦初期において、政府批判を行った共和国防衛隊所属の旅団長級の人物には、他にバースィル・アサドの大学時代の親友であったタラール・マフルーフがいるとされ、こちらも一時監視下に置かれ任務から遠ざけられたとされる、しかし、当該人物の場合はその後、第105旅団長となった他、共和国防衛隊司令官として補任を受けたとされている。第105旅団長の後任としてはザイド・サーリフが任命された。
この他、第106旅団長であったムハンマド・ハッドゥールは、ハサカ市において発生したクルド民主統一党の軍事部門である人民防衛部隊と親政府民兵部隊の武力衝突と関係していたことから、停戦交渉に際して、クルド民主統一党から当該人物の解任要求を受けたシリア政府より第106旅団長職を解かれ、デリゾール市に駐屯する一般部隊の師団長に転補となった。後任にはハサン・ムハンマドが任命された。（また、ムハンマド・ハッドゥールは2013年初頭にアレッポ県よりデリゾールに異動したとする説もある他、ハサン・ムハンマドは、2016年夏にムハンマド・ハッドゥールがデリゾールの一般部隊より召還された際、この後任として再び選任され、デリゾールに着任した。）
第104旅団長としてデリゾール防衛に活躍したイサーム・ザフルッディーン少将はドゥルーズ派出身であり、共和国防衛隊の獅子という綽名を持つ。ドゥルーズ派はフランス統治時代においてアラウィー派と共に現地部隊への積極的登用がなされた。また、1966年シリアクーデターの際もドゥルーズ派出身であるサリーム・ハトゥームがサラーフ・ジャディード、 ハーフィズ・アル＝アサド、 ムスタファ・タラース(マナーフ・タラースの父、のち国防大臣を歴任)等とともにクーデターの中心的人物の一人であった。しかし、直後に発生した内部対立により再クーデターを企図したサリーム・ハトゥームと協力者が排除され、そのあおりを受けたドゥルーズ派出身者は軍内の昇進から排除されるなど、前大統領ハーフィズ・アル＝アサドの時代は冷遇を受けており、政権との関係も微妙であった。しかし、バッシャール・アル＝アサド就任後は関係緩和により、イサームのように現大統領のもと軍の要職へ登用される人物も存在するなど、関係も変化している。